# Djordje Tomic
Đorđe Tomić (Zemun, 11 de novembre de 1972) és un exfutbolista serbi.
Va militar a equips de la lliga iugoslava, francesa, espanyola i sud-coreana. També va ser internacional amb Sèrbia i Montenegro en una ocasió.